# Чуфомбо
Чуфомбо (*д/н — бл. 1821) — 25-й мвене-мутапа (володар) Мономотапи в 1806—1821 роках.

## Життєпис
Походив з династії Мбіре. Син мвене-мутапи Бангоми. 1806 року останнього було повалено родичем мутуа. Втім Чуфомбо швидко переміг заколотника, захопивши трон. Переніс столицю з Чікови до Чідіми. Намагався відродити потугу та самостійність Мономотапи.
У 1807 році Антоніу Вілаш-Боаш Труао, португальський губернатор долини Замбезі, у відплату на обмеження прав португальських празос і торгівців видав наказ спалити священні могили (матсанза) мвене-мутапи, розташованих біля Чікови. Після різних сутичок Чуфомбо переміг португальську армію і ув'язнив тих, хто вижив, включаючи губернатора. Мвекне-мутапа наказ стратити всіх португальців, за винятком двох братів Круз, один з яких був швагром мутапи. Воєнні дії тривали і в наступні роки. Португальці перестали надсилати мутапі звичайні подарунки (сагуат), і в 1811 році остаточно ліквідували ярмарок Зумбо.
До кінця панування Чуфомбо контролював лише північносхідні землі Мономотапи. Помер близько 1821 року. Йому спадкував старший син Кандея I.